# فک خالدار
فک خالدار (نام علمی: Phoca largha) نام یک گونه از سرده بی‌گوش‌فک‌ها است.